# Albert Korneck
Friedrich Rudolf Albert Korneck, auch Kornek (* 11. Januar 1813 in Breslau, Provinz Schlesien; † 15. August 1905 in Charlottenburg), war ein deutscher Genre-, Historien- und Porträtmaler der Düsseldorfer Schule.

## Leben

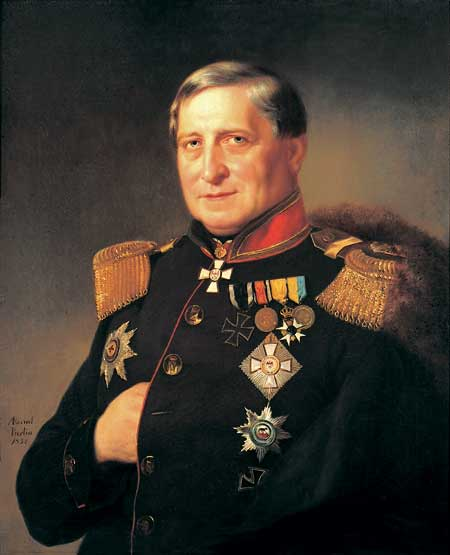
Porträt des Generalpostdirektors Heinrich Schmückert, 1852

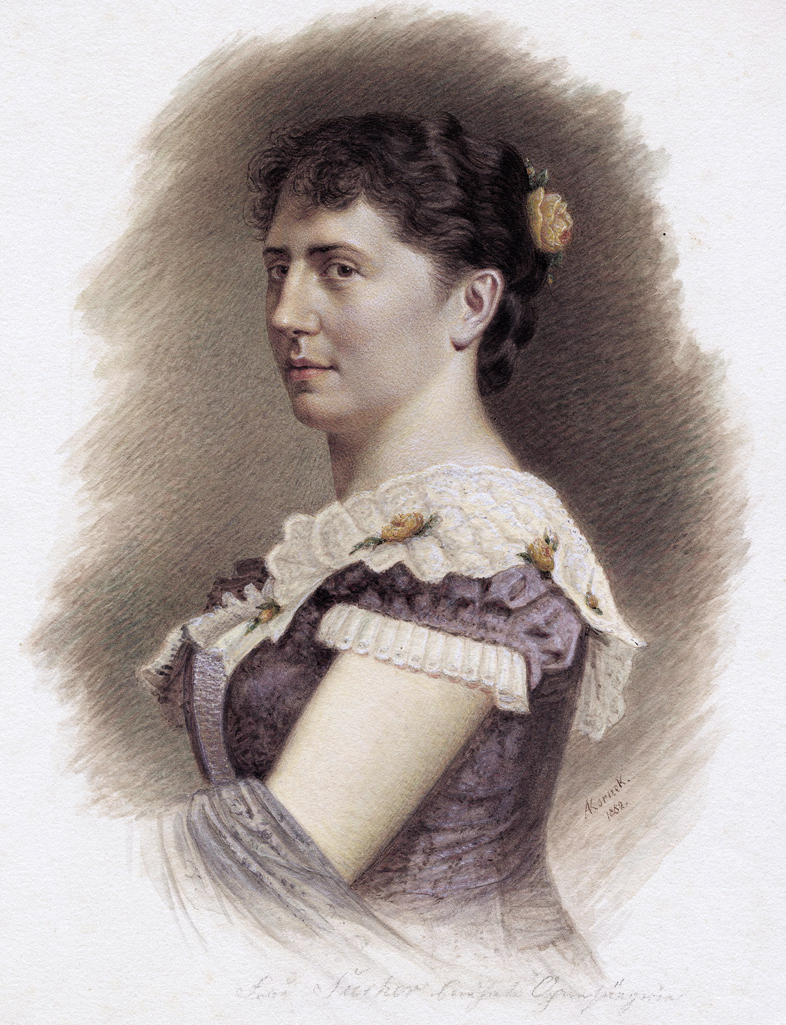
Porträt der Opernsängerin Rosa Sucher, 1882

Korneck sollte eigentlich Geistlicher werden, doch begann er um 1831 mit dem Zeichnen von Porträts, was es ihm erlaubte ab 1833 an der Kunstakademie Berlin bei August von Kloeber zu studieren und die Ölmalerei zu erlernen. 1836 folgte er seinem Jugendfreund, dem Maler Raphael Schall, an die Kunstakademie Düsseldorf. Dort war Karl Ferdinand Sohn sein Lehrer. Hier entstanden unter anderem Bilder zu Fausts Gretchen, Jakob und Rahel oder von der heil. Familie. 1840 ließ er sich in Berlin nieder, wo er als Lehrer arbeitete und sich unter anderem am preußischen Hofe einen Namen als Porträtist machte. Er erhielt den Titel Professor. 1845 wurde er Mitglied des Berlinischen Künstler-Vereins. Neben Porträts fertigte er Bilder religiösen Inhalts und Genrebilder.